# Baniana craterosema
Baniana craterosema là một loài bướm đêm trong họ Erebidae.